# Міра людини (фільм, 1915)
Міра людини (англ. The Measure of a Man) — американська короткометражна драма режисера Джозефа Де Грасса 1915 року.

## У ролях
- Полін Буш — Хелен МакДермотт
- Вільям С. Доулан — Боб Брандт
- Лон Чейні — лейтенант Джим Стюарт
- Джозеф Де Грасс — незначна роль